# Осетинський Олег Євгенович
Осетинський Олег Євгенович (рос. Осетинский Олег Евгеньевич; 9 липня 1937, Свердловськ, СРСР — 27 вересня 2020) — радянський і російський сценарист, письменник, журналіст та режисер-документаліст.

## Життєпис
Мати була донською козачкою. Батько — наполовину грузин, наполовину поляк, участник Великої Вітчизняної війни, був двічі поранений, а 1946 року, зі слів Осетинського, став «одним з фаворитів Сталіна економічних», працював в Головному управлінні Північного морського шляху.
Олег з дитинства мріяв стати піаністом, однак у 10 років отримав травму пальця від удару кришкою парти. Тоді ж зробив запис у щоденнику, де заприсягся, що його майбутня дочка стане видатним музикантом. 1953 року був виключений з 9-го класу за випуск стінної газети «Одеські новини». Поїхав у Сибір — по одній з версій, за порадою впливових родичів, по іншій — після безпосереднього виклику матері до КДБ. Відсидів рік у в'язниці за бійку.
Через деякий час став актором місцевого драмтеатру. З гастролями приїхав до Москви й звідти потрапив до Ялти, де влаштувався головним режисером народного театру при Клубі держторгівлі. Переглянувши фільм «Летять журавлі», перечитав усі доступні книги про кіно, «написав за три дні 10 сценаріїв документальних» та вирушив на місцеву кіностудію. Там познайомився з кінооператором Сергієм Урусевським, який допоміг йому з переїздом до Москви.
Подальші свідчення знову расходяться. Згідно одному інтерв'ю, Урусевський познайомив його з Михайлом Калатозовим, й той визвався навчати Олега режисурі в обхід ВДІК. Згідно другому інтерв'ю, Урусевський познайомив Осетинського з Михайлом Роммом, який одразу запропонував укласти договір на сценарій художнього фильму «Агітатор», що лишився нереалізованим. Одночасно було написано ще один сценарій фільму «Катера», який тричі намагався поставити Ролан Биков, але кожного разу проект закриваася.
1961 року закінчив Вищі сценарно-режисерськиі курси. Писав сценарії для теле- та кінофільмів. Найвідоміші з них — «Зірка привабливого щастя» (1975), «Зліт» (1979) з Євгеном Євтушенко у головній ролі та міні-серіал «Михайло Ломоносов» (1986). Сценарій до останнього Осетинський написав у 25-річному віці, вигравши конкурс сценарних заявок. У його першому варіанті головною діючою особою виступав автор-оповідач, який мінявся місцями з Ломоносовим й проживав його життя з сучасних позицій. Однак на вимогу режисера Олександра Прошкіна сюжет було переписано.
Наприкінці 1970-х — початку 80-х років дружив з Борисом Гребенщиковым і Майком Науменко. Сам він називав себе «художнім керівником» та «тренером росту особистості» рок-музикантів, стверджуючи, що саме він стоїть за їхнім іміджем та репертуаром, йому ж належить разробка програм, котрі принесли їм популярність. При цьому визнавав, що не має музичної освіти й не знає нотної грамоти.
Тоді ж з концертами почала виступати його 8-річна дочка-вундеркінд Поліна Осетинська. Сам Осетинський не визнавав природних здібностей дочки, наполягаючи, що це — виключно заслуга разробленого ним метода навчання «дубль стрес = антистрес». У 13 років Поліна втеклала з дому. Пізніше вона розповідала в інтерв'ю програмі «600 секунд» про знущаннях й приниженнях, які перенесла за 8 років життя з батьком. Надалі жила з матер'ю у Ленінграді, продовжуючі музичну освіту та концертну діяльність. 2007 року вийшла її автобиографічна книга «Прощавай, смутку» (рос. Прощай, грусть), де вона в подробицях описала ранній період свого життя, звинувативши Осетинського між іншим в педофілії. У відповідь Олег Осетинський подав до суду на дочку. Пізніше конфлікт було залагоджено.
Після скандалу з Поліною Осетинський залишився без работи. Наприкінці 1980-х років емігрував в США. Півроку працював в Нью-Йорку різноробочим, потім почав навчати піанисток грі по своєму методу.
Як журналіст публікувався в «Літературній газеті» та «Известиях». 2002 року в роковини подій 11 вересня «Известия» опубликували цикл статей Осетинського під загальною назвою «Як би я був бен Ладеном…», у якому той закликав оголосити хрестовий похід «чорному фашизму». Це викликало протест мусульманських общин Росії. Редактор сайту «Іслам.ру» та засновник видавництва «Ансар» Марат Сайфутдинов подав судовий позов, закидаючи Осетинському заклики до геноциду мусульман та війни з ісламським світом. Тяжба продовжувалася кілька років, але суд врешті було програно.
Крім того, опублікуваа низку книг у жанрі белетризованої (художньої) біографії.
Як режисер-документаліст зняв біографічний фільм про письменника Венедикта Єрофеева «Вєня, або Як п'ють і вмирають в Росії» (1993), а також «фільм-попередження» для американського телебачення «A Quiet Town New York city» («Тихе місто Нью-Йорк», 2002) про події 11 вересня. Поставив кілька пропагандистських картин про Грузію на замовлення  Михайла Саакашвілі та американських інвесторів.
Сім разів був одружений. Батько п'ятьох дітей.
Олег Осетинський помер 27 вересня 2020 року у 83-річному віці.

## Фільмографія
Сценарист:
- 1969 — Зустріч біля старої мечеті (рос. Встреча у старой мечети)
- 1971 — Легке відрядження (рос. Лёгкая командировка)
- 1972 — Бій з тінню (рос. Бой с тенью)
- 1975 — Зірка привабливого щастя (рос. Звезда пленительного счастья)
- 1979 — Зліт (рос. Взлёт)
- 1980 — Гінці поспішають (рос. Гонцы спешат)
- 1981 — Сто радощів, або Книга великих відкриттів (рос. Сто радостей, или Книга великих открытий)
- 1984 — Двоє в пісках (рос. Двое в песках)
- 1986 — Михайло Ломоносов (рос. Михайло Ломоносов)

Режисер:
- 1993 — Вєня, або Як п'ють і помирають в Росії (рос. Веня, или Как пьют и умирают в России)
- 2002 — Тихе місто Нью-Йорк (англ. A Quiet Town New York city)
- 2003 — Кмара, або Рози грузинською (рос. Кмара, или Розы по грузински)
- 2009 — Золото Грузії (рос. Золото Грузии)

Актор:
- 1971 — Кінець Любавіних — епізод
- 1983 — Опудало — екскурсовод

## Книги
- Чудесна мить (рос. Чудное мгновение)
- Пісня про Вітьку-дурня, або Роман Ролан (рос. Песня о Витьке-дураке, или Роман Ролан) (2001)
- Вітька-дурень та історія одного сценарію (рос. Витька-дурак и история одного сценария) (2013)